# Omerzel
Omerzel je priimek več znanih Slovencev:
- Borut Omerzel, prevajalec (iz bolgarščine)
- Kiki Omerzel, slikarka, ilustratorka, vsestranska likovna umetnica
- Krešo Omerzel (1957—2016), spidvejist
- Marko Omerzel (*1967), baletni plesalec
- Mira Omerzel Mirit (1956—2024), glasbenica, etnomuzikologinja, medij ...
- Samo Omerzel (*1974), elektrotehnik, podjetnik, iniovator, politik
- Zvone Omerzel, kolesar - veteran